# Trichterohren
Die Trichterohren (Natalidae) sind eine auf dem amerikanischen Kontinent lebende Fledermausfamilie. Sie umfasst drei Gattungen mit zusammen zwölf Arten.

## Verbreitung
Trichterohren sind in Mittel- und im nördlichen und mittleren Südamerika beheimatet, ihr Verbreitungsgebiet reicht von Mexiko bis Brasilien und schließt auch die Karibischen Inseln mit ein. Auf vielen kleineren Antilleninseln sind sie im Zuge der menschlichen Besiedlung ausgestorben.

## Beschreibung
Mit einer Kopfrumpflänge von 35 bis 55 Millimetern und einem Gewicht von vier bis zehn Gramm sind Trichterohren eher kleinere Fledermäuse. Ihr langes, weiches Fell ist gelblich, rötlich oder bräunlich gefärbt, wobei die Unterseite meist heller ist. Ihr Körper ist dünn gebaut, die Flügel sind schlank, die Beine und der Schwanz sind relativ lang. Ihren Namen haben sie von den großen, trichterförmigen Ohren, wobei der untere Rand auf Höhe des Maules liegt. Ein kurzer, dreieckiger Tragus ist vorhanden. Der Kopf ist rundlich und die Stirn ist stark gewölbt. Männliche Tiere haben auf der Schnauze ein spezielles Sinnesorgan, das Natalidenorgan genannt wird. Es dient möglicherweise zur Sinneswahrnehmung oder hat die Funktion einer Drüse, Genaueres ist nicht bekannt. Die Schnauze ist langgestreckt, ein Nasenblatt ist jedoch nicht vorhanden.

## Lebensweise
Lebensraum dieser Fledermäuse sind in erster Linie Waldgebiete bis zu einer Seehöhe von 2500 Metern. Als Schlafplätze dienen diesen Tieren Höhlen, hohle Baumstämme und Minen, oft vergesellschaften sie sich mit anderen Fledermausarten. Zum Schlafen bilden sie Gruppen von zehn bis mehreren hundert Exemplaren. In der Nacht begeben sie sich auf Nahrungssuche. Ihr Flug ist flatternd und mottenartig. Ihre Nahrung besteht fast ausschließlich aus Insekten.

## Fortpflanzung
Das Weibchen bringt einmal im Jahr nach einer langen Tragzeit (acht bis zehn Monate) ein einzelnes Jungtier zur Welt. In Mittelamerika fällt die Geburt in die Trockenzeit. Zur Geburt bilden die Weibchen oft Wochenstuben, sie sondern sich von den männlichen Tieren ab. Jungtiere sind auffallend groß, sie erreichen 50 % des Körpergewichtes der Mutter und dürften auch relativ schnell wachsen. Ansonsten ist über die Fortpflanzung dieser Tiere wenig bekannt.

## Die Arten
Die zwölf Arten der Trichterohren wurden in drei Gattungen eingeteilt:
- Gattung Natalus
  - Das Brasilien-Trichterohr (Natalus espiritosantensis, syn. Natalus macrourus) lebt im Osten Brasiliens.
  - Das Große Jamaika-Trichterohr (Natalus jamaicensis) ist auf Jamaika endemisch.
  - Das Wollhaarige Trichterohr (Natalus lanatus) hat mehrere Populationen in Mittelamerika.
  - Das Große Hispaniola-Trichterohr (Natalus major) ist auf Hispaniola und den Kaimaninseln verbreitet.
  - Das Mexiko-Trichterohr (Natalus mexicanus) kann von Mexiko bis Panama angetroffen werden.
  - Das Große Kuba-Trichterohr (Natalus primus)  lebt endemisch im Westen Kubas.
  - Das Kleine-Antillen-Trichterohr (Natalus stramineus) kommt in der südlichen Karibik vor.
  - Das Trinidad-Trichterohr (Natalus tumidirostris) ist auf das nördliche Südamerika (Kolumbien bis Suriname) beschränkt.
- Gattung Chilonatalus
  - Das Kleine Kuba-Trichterohr (Chilonatalus macer) lebt auf Kuba.
  - Kleines Karibisches Trichterohr (Chilonatalus micropus) ist auf Jamaika, Hispaniola und kleineren Inseln der Region beheimatet.
  - Das Kleine Bahamas-Trichterohr (Chilonatalus tumidifrons) ist auf den Bahamas endemisch. Wegen ihres kleinen Verbreitungsgebietes gilt die Art als gefährdet.
- Gattung Nyctiellus
  - Gervais-Trichterohr (Nyctiellus lepidus) lebt auf Kuba und den Bahamas.

Ab der 3. Auflage von Mammal Species of the World (2005) wurden die bisherigen Untergattungen als eigenständige Gattungen anerkannt.

## Belege
1. ↑  Wilson, Lacher Jr. & Mittermeier (Hrsg.): Handbook of the Mammals of the World. 9 - Bats. Lynx Edicions, 2019, ISBN 978-84-16728-19-0, S. 591–596 (englisch).
2. ↑  Don E. Wilson, DeeAnn M. Reeder (Hrsg.): Mammal Species of the World. A taxonomic and geographic Reference. 3. Auflage. 2 Bände. Johns Hopkins University Press, Baltimore MD 2005, ISBN 0-8018-8221-4 (englisch, Natalidae).